# Jan Assmann
Jan Assmann (nascut el 7 de juliol de 1938 - 19 de febrer del 2024) va ser un egiptòleg alemany originari de Langelsheim, (Alemanya).

## Educació i labor docent
Assmann va anar a escola a Lübeck i Heidelberg abans d'acudir a estudiar egiptologia, arqueologia clàssica i estudis grecs a Múnic, Heidelberg, París i Göttingen. Va ser professor d'egiptologia a Heidelberg entre 1976 i 2003, i ho és actualment a la Universitat de Konstanz. A més, ha treballat com a professor visitant a París (Collège de France, École Pratique des Hautes Études, EHESS), Jerusalem (Hebrew University, Dormition Abbey) i els Estats Units (Yale, Houston, Universitat de Chicago).
Segons Lluís Duch, «als anys noranta del segle passat, ell i la seva esposa, Aleida Assmann, des de diferents perspectives metodològiques, desenvoluparen la teoroa de la memòria cultural i comunicativa, que, amb anterioritat a la segona guerra mundial, Maurice Halbwachs havia introduït a l'acadèmia francesa amb el nom de memòria col·lectiva. Cal distingir, por tant, la memòria personal de la memòria cultural. Aquesta darrera es desenvolupa mitjançant l'acció comunicativa del llenguatge en un context de socialització, d'emparaulament i de pràctiques mediàtiques molt diversificades. Així, els éssers humans construïm, habitem i compartim un món comú, malgrat les característiques pròpies de cada home o dona concrets». Així, el projecte d'Assmann «constitueix un al·legat de gran interès i actualitat a favor d'una aproximació crítica a la tradició».

## Treball arqueològic
Des de 1967 va dirigir diverses campanyes arqueològiques a la zona oest de Tebes (en tombes d'oficials de l'època saïta i ramsèssida). Va escriure nombrosos llibres i articles sobre religió, història, literatura i art egipci. També vha publicar estudis comparatius sobre la teoria de la cultura (Das kulturelle Gedächtnis) i els diversos tipus de religió ( Monotheismus und Kosmotheismus).
Assmann va ser membre membre de l'Acadèmia de Heidelberg, l'Institut Alemany d'Arqueologia, l'Institut d'Antropologia Històrica, la Societat d'Exploració d'Egipte i la Societat Francesa d'Egiptologia. Així mateix, i també fou assessor de nombroses institucions, com l'Institut d'Estudis Culturals d'Essen, l'Institut d'Investigació de la Comunitat de la Universitat Protestant i el Centre d'Estudis Culturals de Stuttgart.

## Distincions
- 1996 Premi Max Planck a la Investigació
- 1998 Premi dels Historiadors Alemanys
- 1998 Doctorat honoris causa en Teologia per la Facultat de Teologia de Münster

## Publicacions

### En alemany i anglès
- Re und Amun: Die Krise des polytheistischen Weltbilds im Ägypten der 18.-20. Dynastie (Orbis biblicus et Orientalis 51). Friburg and Göttingen 1983.
- Ägypten: Theologie und Frömmigkeit einer frühen Hochkultur. Urban-Bücherei, Bd.366, Stuttgart 1984.
- Maat: l'Égypte pharaonique et l'idée de justice sociale. Conferències, essais et leçons du Collège de France. Paris: Julliard, 1989.
- Ma `a: Gerechtigkeit und Unsterblichkeit im alten Ägypten. Múnic 1990.
- Stein und Zeit: Mensch und Gesellschaft im Alten Ägypten. Múnic 1991.
- Das kulturelle Gedächtnis: Schrift, Erinnerung und politische Identität in frühen Hochkulturen. Múnic 1992.
- Ägypten: Eine Sinngeschichte. Múnic 1996.
- Moses the Egyptian: The Memory of Egypt in Western Monotheism. Cambridge, Mass: Harvard University Press, 1997.
- Moses der Ägypter: Entzifferung einer Gedächtnisspur. Múnic 1998.
- Weisheit und Mysterium: Das Bild der Griechen von Ägypten. Múnic 2000.
- Herrschaft und Heil: Politische Theologie in Altägypten, Israel und Europa. Múnic 2000.
- Religion und kulturelles Gedächtnis: Ten Studies. Múnic 2000.
- Tod und Jenseits im Alten Ägypten. Múnic 2001.
- Die Mosaische Unterscheidung oder Der Preis des Monotheismus. Múnic 2003.
- Thomas Mann und Ägypten, Mythos und Monotheismus in den Josephsromanen. Múnic 2006.
- Monotheismus und die Sprache der Gewalt. Viena 2006
- Ägyptische Religion. Totenliteratur. Ed i trad. l'egipci per Jan Assmann i Andrea Kucharek. Frankfurt 2008.
- Of God and Gods: Egypt, Israel, and the Rise of Monotheism. Madison, Wi.: University of Wisconsin Press 2008.

### En castellà
- Egipto a la luz de una teoría pluralista de la cultura, Torrejón de Ardoz (Madrid) : Akal, 1996.
- Moisés el egipcio, tr. Javier Alonso López, Madrid : Oberon, 2003.
- Egipto : historia de un sentido, tr. Joaquín Chamorro Mielke, Madrid : Abada, 2005.
- La distinción mosaica o El precio del monoteísmo, tr. Guadalupe González Diéguez, Madrid : Akal, 2006.
- Violencia y monoteísmo, trad. Mayka Lahoz, introd. de Lluís Duch, Barcelona: Fragmenta Editorial, 2014. ISBN 978-84-15518-07-5